# نور الدين محمد الأرتقي

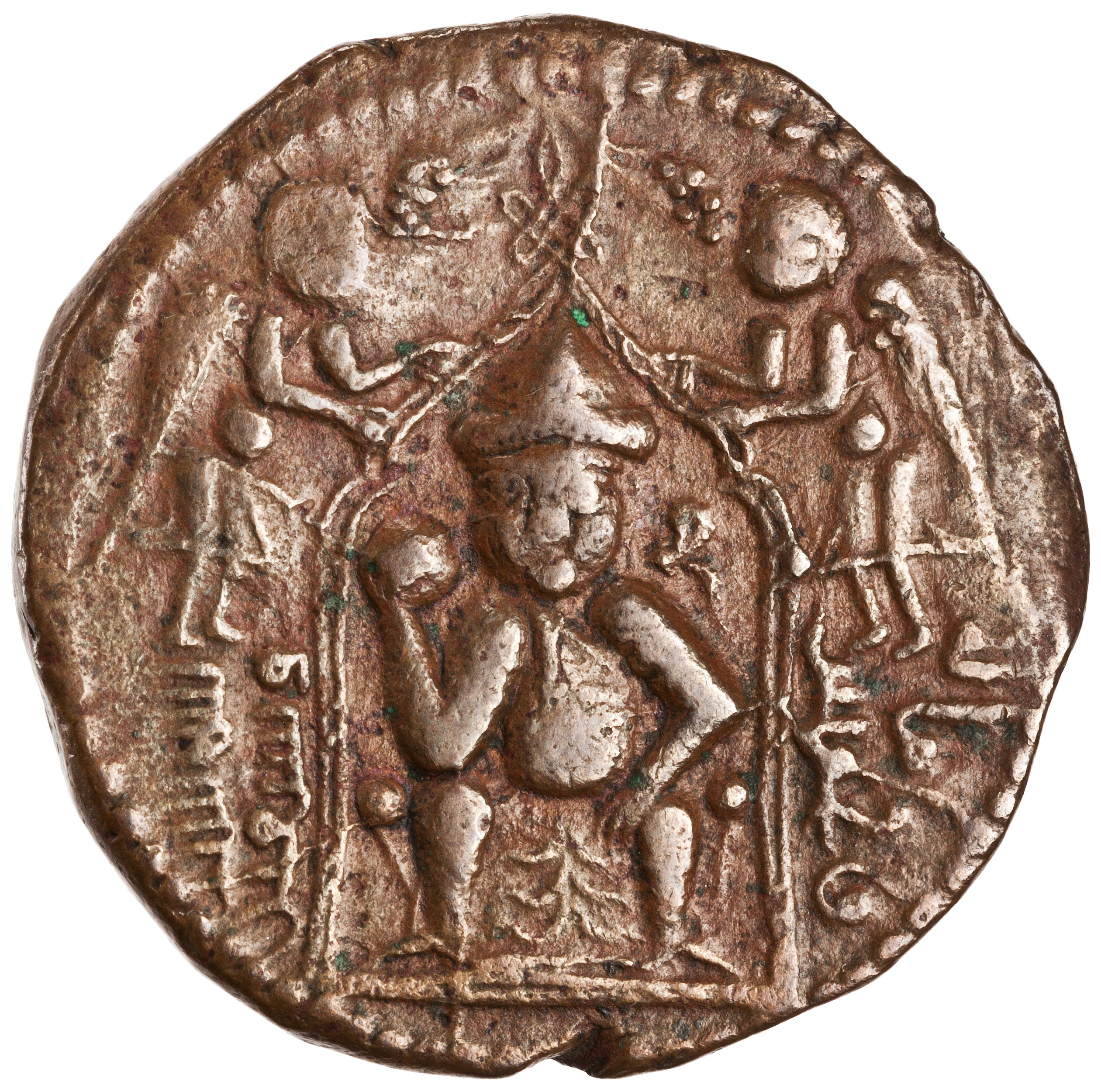
عملة نور الدين محمد المتوج، مؤرخة سنة 576 هـ (1180-1181 م).

نور الدين محمد (حكم 1175–1185 م) كان أحد أفراد الأسرة الأرتقية، وابن فخر الدين قره أرسلان.

## الحياة
نور الدين محمد كان الحاكم الأرتقي لديار بكر، المنطقة الواقعة في أقصى شمال الجزيرة. في عام 1179 حصل على حماية صلاح الدين ضد سلطنة الروم، الذين كان على خلاف معهم. في عام 1183 منحه صلاح الدين مدينة آمد التي فُتحَت مؤخرًا مقابل مساعدته ضد الموصل.

## طالع أيضًا

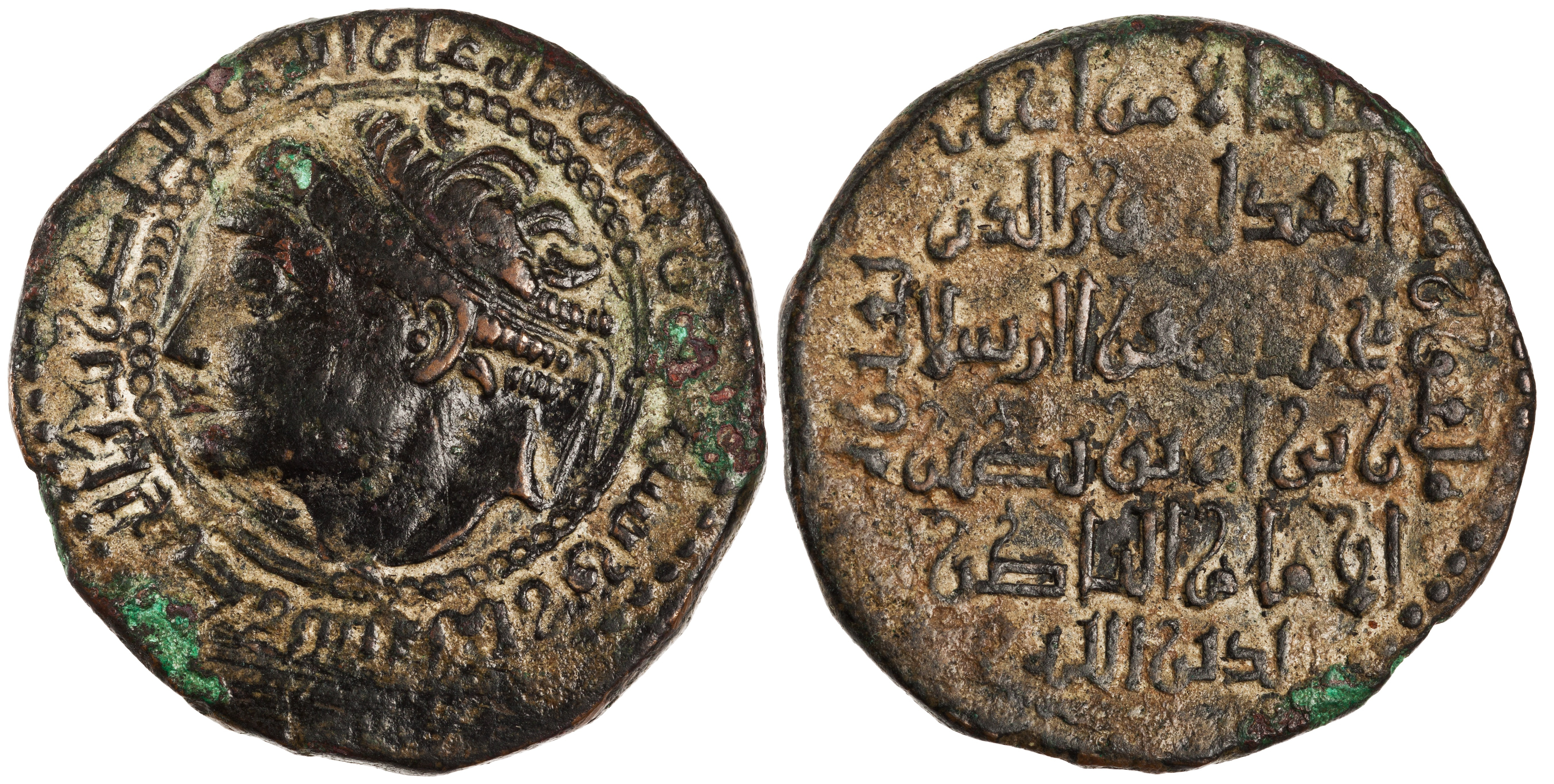
عملة محمد الحصن 578 هـ. الوجه: المكتوب: (ألا بسم الله ضُرب بالحصن) حول رأس سلوقي شاب. الخلف: مالك الأمراء محيي العادل نور الدين محمد بن قرة أرسلان بن أرتوق ناصر الإمام الناصر لدين الله / مالون من يعايروه - أسطورة في دائرة مطرزة

- الأرتقيون

## فهرس
- Lyons، M. C.؛ Jackson، D. E. P. (1982). Saladin: the Politics of the Holy War. مطبعة جامعة كامبريدج. ISBN:978-0-521-31739-9. مؤرشف من الأصل في 2024-10-08.

## روابط خارجية
- موسوعة الإسلام ، المجلد الثامن. 135-136 ( رابط )

| منصب            | منصب                       | منصب                        |
| --------------- | -------------------------- | --------------------------- |
| سبقه قره أرسلان | الحاكم الأرتقي 1175–1185 م | تبعه قطب الدين سقمان الثاني |